# Paul King (Sänger)

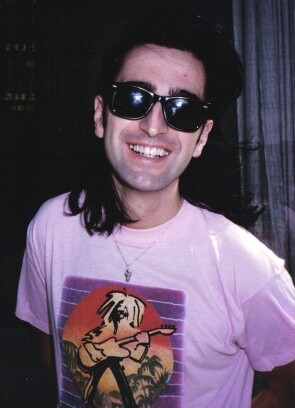
Paul King (1986)

Paul King (* 20. November 1960 in Galway, Irland) ist ein englischer Sänger und Video Jockey. Er war Kopf der 1980er-Popgruppe King.

## Leben und Karriere
Paul King, geboren in Irland, kam in jungen Jahren mit seinen Eltern nach Coventry, England. Nach seiner Schulzeit sang er bei der Skaband Reluctant Stereotypes, die ein Album und drei Singles in den frühen 1980er Jahren veröffentlichten. Um 1983 formierte er die Popgruppe King, die bis 1986 bestand und zwei erfolgreiche Alben hervorbrachte. Nach der Trennung der Band erschien mit Joy ein Soloalbum von Paul King mit nur wenig Erfolg. Ab 1989 wurde Paul King Video Jockey beim Musiksender MTV und moderierte die Sendungen Greatest Hits, 120 Minutes und First Look. 1994 wechselte er zum Sender VH1, dort moderierte er bis 2002 die album chart show.